# Phnom Aural
Phnom Aural (en camboyano: ភ្នំឱរ៉ាល់) es el pico más alto en el país asiático de Camboya. Se trata de una montaña de 1.813 metros de altura (otras fuentes dan una altura de entre 1.771 y 1.667 metros). Se localiza en la parte oriental de la cordillera de los montes Cardamomo. Para proteger la biodiversidad de las montañas, fue establecido el Santuario de Vida Silvestre de Phnom Aural.
Esta montaña está situada en el distrito Aoral, provincia de Kampong Speu.
Es un monte al que subían los antiguos chinos para rezar y, siendo así hoy es un lugar sagrado para muchas religiones de Camboya.[cita requerida]